# Evropská hokejová liga
Evropská hokejová liga (European Hockey League) byla evropská mezinárodní klubová soutěž pořádaná od roku 1996 do roku 2000.
Evropská liga vystřídala Evropský hokejový pohár, jehož poslední ročník probíhal současně s prvním ročníkem hokejové ligy. Po zániku poháru byla až do svého vlastního zániku po sezoně 1999/2000 jedinou evropskou mezinárodní klubovou soutěží na nejvyšší úrovni. Teprve v roce 2005 získala soutěž na další čtyři ročníky svého nástupce v podobě Poháru mistrů známějšího pod názvem Super six.

## Systém soutěže
Na rozdíl od PMEZ, který hráli pouze mistři jednotlivých zemí, se do evropské ligy z hokejově vyspělejších zemí kvalifikovalo více klubů.
Soutěž byla rozdělena do dvou fází. V první části sezony se spolu kluby utkaly vždy dvakrát (doma a venku) každý s každým v rámci čtyřčlenných základních skupin, z nichž stanovený počet týmů postoupil do vyřazovací části sezony.
Vyřazovací část se skládala nejprve z čtvrtfinále (výjimkou byla sezona 1998/99, kdy bylo čtvrtfinále nahrazeno kvalifikačním kolem na stejném principu a následnými kvalifikačními skupinami). Čtvrtfinále se hrálo na dva zápasy doma a venku, přičemž o postupujícím rozhodl vyšší počet vítězství (skóre nerozhodovalo) a v případě rovnosti dodatečné prodloužení či nájezdy. Zbylá část play-off se již odehrála v hostitelském městě, kde se odehrála semifinálová utkání, zápas o celkové třetí místo a nakonec finále.

## Přehled jednotlivých ročníků
| Sezóna    | Vítěz                  | 2. místo          | 3. místo        | Místo konání |
| --------- | ---------------------- | ----------------- | --------------- | ------------ |
| 1996/1997 | TPS Turku              | OHK Dynamo Moskva | Frölunda HC     | Turku        |
| 1997/1998 | VEU Feldkirch          | OHK Dynamo Moskva | HC Petra Vsetín | Feldkirch    |
| 1998/1999 | Metallurg Magnitogorsk | OHK Dynamo Moskva | Eisbären Berlín | Moskva       |
| 1999/2000 | Metallurg Magnitogorsk | HC Sparta Praha   | TPS Turku       | Lugano       |